# Pierre Jaïs
Le docteur Pierre Jaïs, né Pierre Yaïch à Paris 8e le 13 octobre 1913 et décédé à Paris 10e le 24 juin 1988, est un ancien bridgeur français.
La Majeure cinquième a été popularisée en France par ses ouvrages en collaboration avec Michel Lebel. En 1971 il devint champion de France par équipes associé à ce dernier, face à celle emmenée par l'acteur Omar Sharif, point de départ de leur association littéraire.
Il est l'un des très rares joueurs à avoir remporté la "Triple Couronne" de bridge (10 au total).

## Palmarès
- Grand Maître WBF ;
- Champion du monde par équipes (Coupe des Bermudes) en 1956 (Paris) ;
- Olympiades mondiales par équipes (en) en 1960 (Turin, 1re édition, open) ;
- Champion du monde par paires (open) (en) en 1962 (Cannes) ;
- Champion d'Europe par équipes en 1955 (Amsterdam) et 1970 (Estoril) ;
- Championnat par équipes du MEC en 1971 (Ostende).

Avec son partenaire régulier Roger Trézel (1918-1986, également vainqueur de la triple couronne, et réputé pour ses nombreuses méthodes et ouvrages de vulgarisations consacrés au bridge), il a aussi remporté  le prestigieux Tournoi individuel du Sunday Times (sur invitations) en 1963. Ces deux joueurs ont constitué One of the greatest partnerships in the history of the game... (Alan Truscott (en), New York Times, 25 novembre 1986).
Il a en outre terminé :
- Vice-champion du monde par équipes en 1971 (Taipeh) ;
- Vice-champion d'Europe par équipes en 1954 (Montreux), 1956 (Stockholm), 1959 (Palerme) et 1973 (Ostende) ;
- 2e du championnat par équipes du MEC en 1977 (Ostende).